# Rodzina Lake’a (f1)

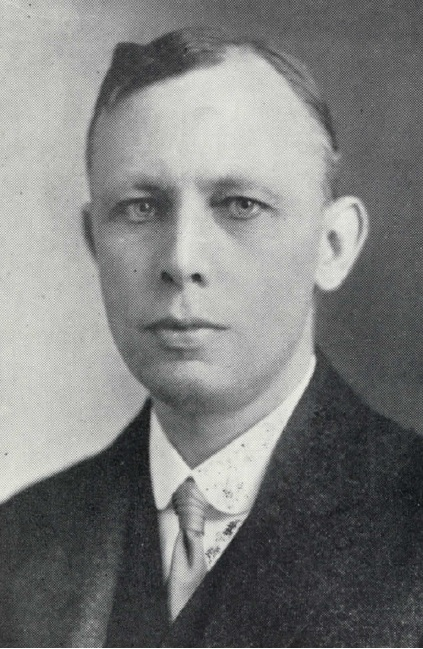
Kirsopp Lake ok. 1914

Rodzina Lake’a (f1) – grupa greckich rękopisów przekazujących Ewangelie, wszystkie one pochodzą z wieków XII–XV. Na czele grupy stoi minuskuł 1, przechowywany w Bazylei i od niego też bywa nazywana „Rodziną 1”. Inne określenie tej rodziny to „Rodzina Lake’a”, albo „grupa Lake’a”, przedstawiana przy pomocy symbolu f1. Hermann von Soden nazwał tę grupę 'Ih'. Aland zaliczył ją do Kategorii III w Ewangeliach i do V kategorii w pozostałych księgach NT. 
Rodzina Lake’a została odkryta w 1902 roku, kiedy Kirsopp Lake (1872–1946) opublikował Ewangelie Minuskułu 1 i trzech pokrewnych mu rękopisów (118, 131, 209). W taki sposób powołana została do istnienia nowa rodzina tekstualna. Grupa tych rękopisów bazuje na czterech minuskułach (1, 118, 131, 209), później jednak dołączono jeszcze do tej grupy minuskuły: 205, 205abs, 872 (tylko w Mk), 884 (w niektórych partiach), 1582, 2193 oraz 2542 (w niektórych partiach). Zauważono, że Minuskuł 22 jest spokrewniony z grupą, sugerowano nawet włączenie go do tej grupy.
Najbardziej charakterystyczną cechą grupy Lake’a jest umiejscawianie tekstu (J 7,53–8,11) po J 21, 25. Rękopisy tej grupy zawierają Dłuższe zakończenie Marka jednak dwa minuskuły 1 i 1582 zawierają scholion kwestionujący autentyczność Mk 16,9-20: Εν τισι μεν των αντιγραφων εως ωδε πληρουται ο ευαγγελιστης εως ου και Ευσεβιος ο Παμφιλου εκανονισεν εν πολλοις δε και ταυτα φερεται.
B.H. Streeter, korzystając z dorobku Lake’a zaproponował, że f1, wraz z Kodeksem Koridethi (Θ), Rodziną Ferrara (f13), minuskułami 28, 565, 700 oraz rękopisami reprezentującymi przekład ormiański i gruziński, przekazują tekst cezarejski, różny od bizantyjskiego, zachodniego i aleksandryjskiego.

## Warianty tekstowe charakterystyczne dla grupy
Mateusz 2,18
κλαυθμὸς – 1-22-582, א, B, Z, 0250, 372, ℓ 2211, it, syr, eth
θρηνος και – 131-205-209-872-1192-1210-1278-2193, C, D, L, W, f13, 33, 700, 892
Mateusz 6,5
προσεύχησθε οὐκ ἔσεσθε – 1-22-118-205-209-1278*-1582, Sinaiticus2, B, Z, 372, 660, 892
προσευχη ουκ εση – 131-1192-1210-2193, 1278c, D, L, W, Δ, Θ, f13, 28, 33, 565, 579, 700, 1424
Mateusz 6,12
ἀφήκαμεν – 1-22-1582, א*, B, Z, 660, 1365
ἀφίεμεν – 118-131-205-209-1192-1210-1278-2193
αφιομεν/αφιωμεν – D L W Δ Θ 157 565
Mateusz 6,18
κρυφαίω (bis) – 1, 22, 1582
κρυπτω – 118, 131, 205, 209, 1192, 1210, 1278, 2193
Mateusz 7,28
πάντες – 1, 22, 118, 205, 209, 1278, 1528, Δ, Θ, 697, 1278
brak – 131, 872, 1192, 1210, 2193, א, B
Mateusz 8,12
εν τω Ισραηλ brak
Mateusz 8,13
παῖς – 1, 22, 118, 205, 209, 1210*, 1582, א, B, 0250, 0281, 33
παῖς αὐτοῦ – 131, 872, 1192, 1210, 2193, 1210c, C, L, W, Δ, Θ, f13, 157, 565, 579, 700, 1424
Mateusz 8,13b
Zawiera dodatkowy tekst (por. Łk 7,10): και υποστρεψας ο εκατονταρχος εις τον οικον αυτου εν αυτη τη ωρα ευρεν τον παιδα υγιαινοντα (i kiedy centurion wrócił do domu o tej godzinie, znalazł sługę zdrowego), interpolację tę zawierają również א, C, (N), Θ, (0250), (33, 1241), g1, syrh.
Matthew 9,30
ενεβριμηθη – 1, 22, 118, 205, 209, 1582, א, B, 660, 892
ενεβριμησατο – 131, 872, 1192, 1210, 1278, 2193
Mateusz 25,41 
ο ητοιμασεν ο πατηρ μου τω διαβολω (przygotowany przez Ojca diabłu) wariant ten obecny jest również w Kodeksie Bezy
το ητοιμασμενον τω διαβολω (przygotowany) większość mss.
Marek 6,51
εξεπλήσσοντο – 1-118-131-209
εξίσταντο – wszystkie pozostałe rękopisy
Marek 10,40
ητοιμασται υπο του πατρος μου – א*, b, (Θ παρα), f1 1071 1241 (ℓ 60 ητοιμασται παρα του πατρος) ita, itr1 Diatessaron
ητοιμασται – większość mss
Marek 11,1
Βηθσφαγη – B2, Γ, f1, 1241
Βηθφαγη – większość mss
Marek 11:10
ευλογημενη η βασιλεια του πατρος ημων Δαβιδ Ωσαννα εν τοις υψιστοις ειρηνη εν ουρανω και δοξα εν υψιστοις – Θ, 1-131-209
η ερχομενη βασιλεια εν ονοματι Κυριου ευλογημενη η βασιλεια του πατρος ημων Δαβιδ Ωσαννα εν τοις υψιστοις – 118
Łukasz 11,4 
αλλα ρυσαι ημας απο του πονηρου (ale uwolnij nas od złego) opuszczony. Brak tej frazy występuje również w rękopisach: Sinaiticus, B, L, f1 700 vg syrs copsa, bo, arm geo.

## Relacja do Textus receptus
Kirsopp Lake porównał tekst czterech badanych przez siebie rękopisów z tekstem Stefanusa w następujących partiach tekstu ewangelicznego: Mt 1-10; Mt 22 - Mk 14; Łk 4-23; J 1-13; 18 i obliczył, że zachodzi 2243 różnic pomiędzy kodeksem 1 a Textus receptus (w owych partiach), 1731 owych różnic występuje również w kodeksach 118 oraz 209. Kodeks 209 ma ich o 214 więcej, niż kodeks 118. Podobnego porównania dokonał Kirsopp Lake w sekcjach Mk 1-5 i Łk 1-24 dla kodeksów 1 i 131. Obliczył, że w partiach tych kodeks 1 różni się 1188 wariantami od tekstu Stefanusa, 804 owych wariantów występuje w kodeksie 131. Kodeks 131 w innych partiach tekstu jest bardziej bliski dla tekstu Stefanusa. Lake wśród tych różnic nie uwzględnia jednak błędów itacyzmu, rzeczywista więc liczba różnic jest większa (w owych partiach tekstu ewangelicznego).